# Biston subregalis
Biston subregalis es una especie de polilla de la familia Geometridae. La especie fue descrita por primera vez por Hiroshi Inoue en 1992 y se puede encontrar distribuido en la isla Célebes.